# 准噶尔绢蒿
准噶尔绢蒿（学名：Seriphidium kaschgaricum var. dshungaricum）为菊科绢蒿属下的一个变种。